# 台烈镇
台烈镇，是中华人民共和国贵州省黔东南苗族侗族自治州三穗县下辖的一个乡镇级行政单位。

## 行政区划
台烈镇下辖以下地区：
台烈村、寨拷村、果界村、上坪村、颇洞村、寨塘村、稿雪村、绞颇村、寨滚村、石坪村、寨坝村、屏树村、魁计村、贵干村、小台烈村、磨王村和寨头村。